# هاکان فیدان
هاکان فیدان (ترکی استانبولی: Hakan Fidan؛ زادهٔ ۱۷ ژوئیه ۱۹۶۸) یک سیاستمدار، نظامی و مدرس اهل ترکیه است. وی از سال ۲۰۱۵ تا ۲۰۲۳ رئیس سازمان اطلاعات و امنیت ملی ترکیه (میت) بود. اکنون وی متصدی مقام وزارت امور خارجهٔ ترکیه می‌باشد.او به عنوان یکی از گزینه های احتمالی در انتخابات ریاست جمهوری بعدی ترکیه شناخته میشود.
فیدان در سال ۲۰۰۲ به عنوان مشاور رئیس‌جمهور ترکیه به کار خود پایان داد و به عضو شورای عالی امنیت ملی منصوب شد. پس از آن، در سال ۲۰۱۰ به عضو هیئت مدیره میت منصوب شد و در سال ۲۰۱۵ به عنوان رئیس میت منصوب شد.
فیدان با تجربه‌ای بسیار قابل توجّه در حوزهٔ نظامی، اطلاعاتی، جاسوسی، نظامی-اداری، خارجی، آموزشی-پژوهشی و … بودهٔ است. همچنین فیدان نقش بسیار مهمی در مذاکرات صلح بین دولت ترکیه و حزب کارگران کردستان (PKK) در سال ۲۰۱۳ داشت.  

## زندگی شخصی
هاکان فیدان سال ۱۹۶۸ میلادی در آنکارا، پایتخت ترکیه و در خانواده‌ای به دنیا آمد که اعضای آن عمدتاً کارمندان دولت بودند. او کرد از عشیرت حسنان است. بعد از گذراندن دوره آموزشی در دانشکده افسری، در سال ۱۹۸۶ به نیروهای مسلح ترکیه پیوست و تا سال ۲۰۱۱ به عنوان افسر وظیفه خدمت کرد. او هم‌زمان با گذراندن دوره ماموریتش در اداره نیروهای واکنش سریع ناتو در آلمان، از پردیس جهانی دانشگاه مریلند مدرک کارشناسی علوم اداری و سیاسی دریافت کرد. فیدان سال ۲۰۰۱ از خدمت نظامی کناره‌گیری کرد تا روی تحصیلات و آموزش آکادمیک تمرکز کند و توانست از دانشگاه بیلکنت ترکیه در رشته روابط بین‌الملل مدرک کارشناسی ارشد و بعد از آن دکترا بگیرد. عنوان پایان‌نامه کارشناسی ارشد او «اطلاعات و سیاست خارجی:مقایسه‌ای میان سیستم‌های اطلاعاتی بریتانیا، آمریکا و ترکیه» بود. فیدان تز دکترای خود را هم با عنوان «دیپلماسی در عصر اطلاعات:استفاده از فناوری اطلاعات در راستی‌آزمایی» ارائه کرد. هاکان فیدان بین سال‌های ۲۰۰۱ تا ۲۰۰۳ به عنوان مشاور سیاسی و اقتصادی در سفارت استرالیا در آنکارا مشغول به کار بود. سال ۲۰۰۳ به ریاست سازمان توسعه و همکاری ترکیه رسید؛ جایی که با عبدالله گل وزیر خارجه وقت که بعدها رئیس‌جمهور شد همکاری نزدیکی داشت. سال ۲۰۰۷ در دوره نخست‌وزیری اردوغان، او به معاونت سیاست خارجی و امنیت بین‌المللی منصوب شد. یک سال بعد عضو شورای حکام آژانس بین‌المللی انرژی اتمی شد و هم‌زمان تلاش می‌کرد موقعیت خود را در ساختار دولتی ترکیه تحکیم کند. آوریل سال ۲۰۰۹ به معاونت سازمان اطلاعات ملی ترکیه (میت) منصوب شد و یک سال بعد در سن ۴۲ سالگی به عنوان جوان‌ترین مدیر این سازمان کار خود را آغاز کرد.
هاکان فیدان ازدواج کرده و سه فرزند دارد.

## مشاغل
فیدان مسئولیت‌های گوناگونی از جمله معاون سیاست خارجی و امنیت دستگاه نخست‌وزیری، عضو هیئت مدیره آژانس بین‌المللی انرژی اتمی، نماینده ویژه نخست‌وزیر، معاون رئیس دستگاه اطلاعات، و نماینده ویژه رئیس‌جمهور را بر عهده داشت و به مدت ۱۳ سال نیز رئیس دستگاه اطلاعات ترکیه (میت) بوده‌است.